# Marcel-Louis-Lucien Trinquand
Marcel-Louis-Lucien Trinquand, francoski general, * 14. november 1888, † 1970.